# Rocznik Orientalistyczny
Rocznik Orientalistyczny (daw. Oryentalistyczny lub Orjentalistyczny) – polskie pismo naukowe wydawane od 1915 roku.
Dwie części pierwszego tomu pisma ukazały się w Krakowie w latach 1915 i 1918 staraniem prof. Andrzeja Gawrońskiego. Tomy od 2 do 24 były wydawane w przedwojennym Lwowie przez Instytut Orjentalistyczny w latach 1925–1939. Po zakończeniu II wojny światowej i odebraniu państwu polskiemu wschodnich województw wraz ze Lwowem, rocznik został wznowiony w 1949 roku i do 1952 r. ukazywał się w Krakowie (tomy 15-17). W 1954 roku redakcję przeniesiono do Warszawy, gdzie mieści się do dziś.
Obecnie rocznik wydawany jest przez Komitet Nauk Orientalistycznych PAN oraz Dom Wydawniczy Elipsa.